# Animal Grace
Animal Grace è l'undicesimo album in studio del gruppo rock canadese April Wine, pubblicato nel 1984.

## Tracce
1. This Could Be the Right One – 4:16
2. Sons of the Pioneers – 5:35
3. Without Your Love – 4:52
4. Rock Tonite – 4:59
5. Hard Rock Kid – 3:57
6. Money Talks – 3:28
7. Gimme that Thing Called Love – 5:03
8. Too Hot to Handle – 5:04
9. Last Time I'll Ever Sing the Blues – 4:49

## Formazione
- Myles Goodwyn – voce, chitarre, tastiere
- Brian Greenway – voce, chitarre
- Gary Moffet – chitarre, cori
- Steve Lang – basso, cori
- Jerry Mercer – batteria, cori